# جوزيف ماركيز دي سانت بريسون
جوزيف ماركيز دي سانت بريسون (بالفرنسية: Joseph de Saint-Brisson)‏ هو مبارز بالسيف وضابط فرنسي، ولد في 8 مايو 1867 في باريس في فرنسا، وتوفي في 4 مايو 1927.

## وصلات خارجية
- جوزيف ماركيز دي سانت بريسون على موقع أوليمبيديا (الإنجليزية)